# Wanne-Eickel Hauptbahnhof
Wanne-Eickel Hauptbahnhof – główny dworzec kolejowy w Wanne-Eickel, w kraju związkowym Nadrenia Północna-Westfalia, w Niemczech. Stacja została otwarta w 1856. Znajdują się tu 4 perony. Stacja rozrządowa.
| Wanne-Eickel Hbf                  |  |       |
| Linia Duisburg Hbf – Dortmund Hbf |  |       |
| Gelsenkirchen Hbf                 |  | Herne |